# BRCA1
BRCA1（[ˌbrækəˈwʌn]、ブラカワン、breast cancer susceptibility gene I、乳がん感受性遺伝子I）とは、がん抑制遺伝子のひとつ。BRCA1遺伝子の変異により、遺伝子不安定性を生じ、最終的に乳癌や卵巣癌を引き起こす（遺伝性乳癌・卵巣癌症候群）。BRCA1の転写産物であるBRCA1タンパク質は他の多数の腫瘍抑制因子とともに核内で大きな複合体を形成し、相同性による遺伝子の修復に関わっている。

## 遺伝子座
17番染色体長腕のセントロメアに近い17q21.32領域にマップされている。

## 概要
1990年にカリフォルニア大学バークレー校のメアリー＝クレア・キングらよって、早期発症の家族性乳がんの原因遺伝子が17番染色体の長腕に存在することが発見され、
1994年にはユタ大学の三木義男らにより、BRCA1が同定された。
BRCA1は、DNA損傷時のシグナル伝達において重要な役割を持つことが知られており、細胞周期に依存したリン酸化を受けるほか、DNA損傷に伴ってリン酸化を受ける。リン酸化されたBRCA1はRAD51などのDNA修復蛋白と協調してDNA損傷を修復する。RAD51はDNAのらせん構造を解きほぐしDNAの相同性を利用した損傷したDNAの修復を助けるが、RAD51を制御するBRCA1やRAD51と会合するBRCA2に変異があるとDNAの修復がうまくいかないことになる。実際、培養細胞にX線を当ててDNAの修復をみる実験からもBRCA1の機能を部分的に失った細胞はX線に対する感受性が高くなることが知られている。BRCA1変異を伴う家族性乳癌家系では、若年性乳癌と両側性乳癌の頻度が高く卵巣癌の併発も多い。BRCA1とBRCA2の変異を併せ持っていると、乳癌の生涯罹患率が80%以上にまで跳ね上がる（アメリカ合衆国のデータ）。このことが確認されて以来、米国ではその変異遺伝子キャリアに対する乳房の予防的切除が任意で行われており、女優のアンジェリーナ・ジョリーがリスク低減のために切除した際に話題となった。

## DNA修復酵素阻害薬
BRCA1やBRCA2の変異のために生じた癌は進行が速くこれまで有効な治療に乏しかったが、ポリ（ADP-リボース）ポリメラーゼ（PARP）阻害薬というDNA修復酵素を阻害するオラパリブという分子標的薬が海外での臨床試験で有望な結果を示している。オラパリブはDNAを1本鎖切断しDNAの修復に関わるPARP（ポリADPリボースポリメラーゼ）を阻害する。BRCA1やBRCA2に変異がある腫瘍細胞はもともとDNAの修復能が落ちて変異が生じたために癌化したものであるが、自身の増殖に使える程度の修復能は残っている。これがオラパリブで阻害されることにより増殖できなくするというもので、この薬剤は、いわばがんを「アポトーシス」に導く薬といえる。PARP阻害薬タラゾパリブも開発中である。

## 特許
BRCA1とBRCA2の遺伝子単離と同定に関する技術はMyriad Genetics社により米国において特許が取得されている。この特許に関しては特許無効を求める裁判が起こされており、アメリカ自由人権協会が提訴した裁判では、2010年5月29日にMyriad社の特許を無効とする判決がニューヨーク地方裁判所において出された。その後は控訴され、連邦巡回控訴裁判所では2011年7月29日にMyriad社の特許を認める判決が出されている。この裁判はさらに上告されたが、2013年6月合衆国最高裁判所において特許無効の判決が出された。この判決は裁判官が全員一致で「天然のDNA配列は自然の産物で有り、現在までに見つかっていなかった物を単離したというだけでは特許たり得ない。」という理由であった。これにより、Myriad社のBRCA1とBRCA2に関する特許は失効した。ただし判決では、自然界に存在しない遺伝子の作出には特許が認められる可能性を留保している。

## ギャラリー

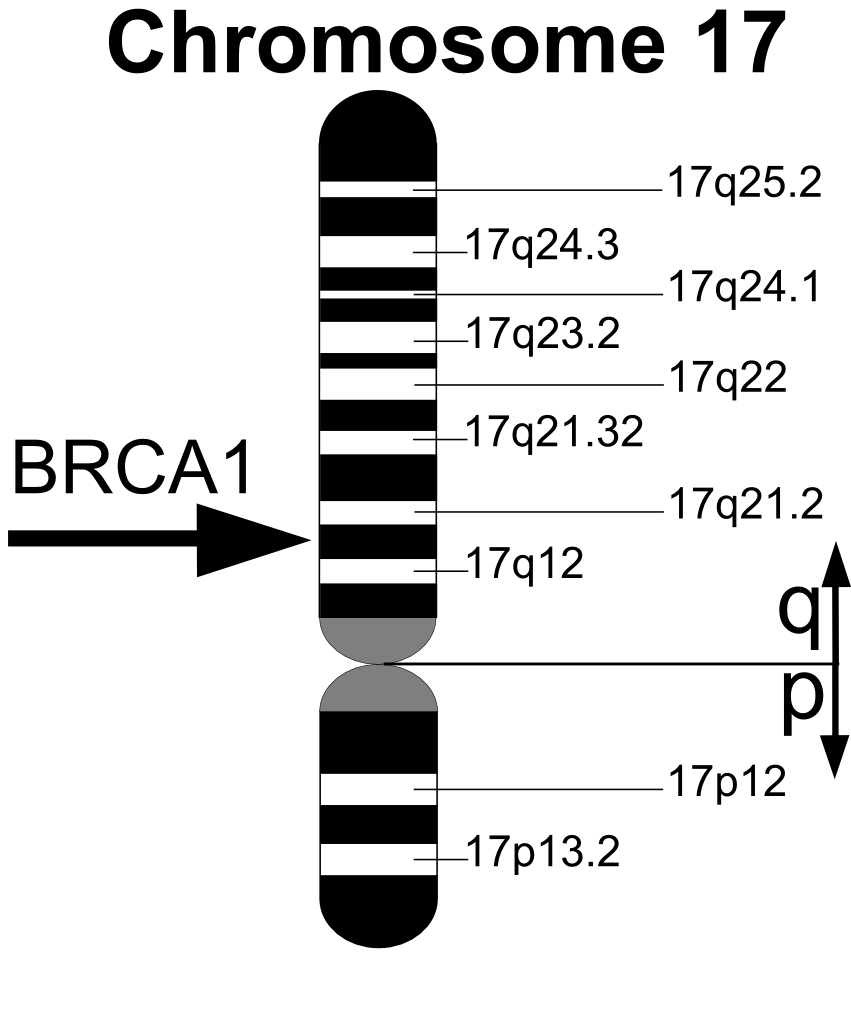
BRCA1の遺伝子座
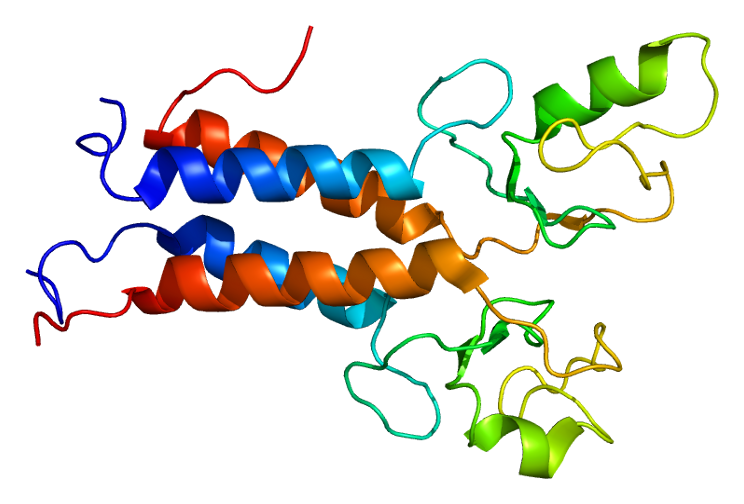
BRCA1とBARD1のRINGドメイン同士のヘテロ二量体の構造。